# Tasmanischer Emu
Der Tasmanische Emu (Dromaius novaehollandiae diemenensis) ist eine ausgestorbene Unterart des Großen Emus (Dromaius novaehollandiae). 1904  wurde er von Dudley Le Souëf noch als eigenständige Art Dromaius diemenensis betrachtet und 1907 wissenschaftlich beschrieben. Nach Ansicht von Michael Gerrans Ridpath und Reginald Ernest Moreau waren die Unterschiede zwischen den beiden Formen jedoch zu gering, so dass der Tasmanische Emu 1966 als Unterart reklassifiziert wurde.

## Merkmale
Der Tasmanische Emu erreichte eine Größe von 150 bis 190 cm. Er unterschied sich von der australischen Nominatform durch das Fehlen der schwarzen Federn an der Kehle und am Vorderhals. Diese Bereiche waren beim Tasmanischen Emu vollständig weiß. Der Nacken war kahl.

## Lautäußerungen
Sowohl Männchen als Weibchen gaben dröhnende Geräusche von sich.

## Lebensraum und Lebensweise
Über die Lebensweise des Tasmanischen Emus ist nur wenig bekannt geworden. Der Ornithologe Colonel William Vincent Legge (1841–1918) schrieb 1907, dass die Vögel sowohl abgelegene Bergsümpfe und Hochlandsavannen als auch offenes Weideland an der Nord- und Ostküste bewohnten. Über das Brutverhalten notierte Gunn im Jahr 1852, dass die Eltern sich das Ausbrüten der Eier teilten. Die Aufzucht der Jungen oblag allein dem Weibchen. Über die Eier bemerkte der Ornithologe Archibald James Campbell (1853–1929) im Jahr 1900, dass die Körnung auf dem hellen Grund feiner erscheint als bei den Eiern der Nominatform und dass die Färbung intensiv dunkelgrün ist.

## Aussterben
Obwohl der Botaniker und Politiker Ronald Campbell Gunn (1808–1881) bereits 1852 über Tasmanische Emus berichtet hatte, dauerte es bis zum Jahr 1907, bis Dudley Le Souëf die wissenschaftliche Erstbeschreibung veröffentlichte. Gunn vermutete, dass der Tasmanische Emu kleiner als die Nominatform vom Festland war. Knochen, die in der Folgezeit zu Tage gefördert wurden, zeigten jedoch, dass die Unterschiede nur geringfügig waren. Le Souëf untersuchte frühe Berichte über Emus auf Tasmanien und bemerkte, dass sie einst zahlreich waren und häufig von den frühen Siedlern gesichtet wurden. Er erwähnte, dass ein Reverend R. Knockwood im Jahr 1803 einen Vogel mit sechs Jungen in seinem Tagebuch vermerkte. John Meredith informierte Le Souëf über ein Paar mit sechs Jungen, das er 1851 beobachtete. Gegen 1840 jagte ein Mr. Ransom aus Killymoon die Emus mit Hunden. Er erinnerte sich an einen Captain Hepburn aus Roy’s Hill, der ein Gelege mit acht oder neun Eiern fand, die anschließend von einer Truthenne ausgebrütet wurden. Die herangezogenen Emus brüteten später selbst und ein Paar davon konnte Baron Frederick Lewis von Stieglitz erwerben.
1873 starb der letzte bekannte Tasmanische Emu im Stadtpark von Launceston, Tasmanien. Dieses Exemplar wurde nicht konserviert. Ein Emu, der 1884 gesichtet wurde, gehörte offenbar zur Festlandform. Zu Beginn des 19. Jahrhunderts wurden die Tasmanischen Emus sowohl als Nahrungsquelle gejagt als auch als Plage verfolgt. Die extensive Brandrodung zur Gewinnung von offenem Grasland und Buschland für die Landwirtschaft sorgte dafür, dass die Emus in den 1830er Jahren sehr selten wurden und aus vielen Regionen Tasmanien verschwanden. 
Anfang der 1850er-Jahre wurden Emus vom australischen Festland nach Tasmanien eingeführt. Diese hybridisierten mit der einheimischen Unterart, so dass diese gegen Mitte der 1860er-Jahre in der Wildnis ausgestorben war. Knochen des Tasmanischen Emus wurden zu verschiedenen Zeiten zu Tage gefördert. Herbert Hedley Scott (1866–1938) berichtete 1923 über Tom Edwards, der einige Knochen im Mowbray Samp, und E. W. Clarke, der subfossiles Material im Mole Creek entdeckte. Scott richtete seine Aufmerksamkeit auf die robusten Beckenelemente, die er als Anpassung an ein kraftvolles Scharren und Graben interpretierte. Die Knochen variieren erheblich in der Größe und Gunn vermutete einen Sexualdimorphismus, wobei er die Männchen als etwas größer als die Weibchen betrachtete.  Ein Tibiotarsus, der 1920 in den Ablagerungen eines Pleistozäns-Sumpfes bei Irish Town im Nordwesten Tasmaniens entdeckt wurde, gehört zum Tasmanischen Emu. Offenbar ist er jedoch genauso groß wie der Tibiotarsus der Festlandform. Gunn, der mehrere Tasmanische Emus für einige Jahre in Gefangenschaft hielt, schrieb 1852:

„Ein Bein eines Tasmanischen Emus befindet sich nun in meinem Besitz und soweit ich es von diesem sehr unvollständigen Exemplar beurteilen kann, gibt es Unterschiede in der Anordnung und der Größe der Schuppen, die die Abspaltung des Tasmanischen Emus von der New-Holland-Form rechtfertigen.“

70 Jahre blieb das Bein verschollen, bis es Scott 1923 erneut untersuchen konnte. Bei seinem Ergebnis stimmte er mit Gunn darüber ein, dass sich die Schuppen tatsächlich von denen der australischen Festlandform unterscheiden.
Zwei Bälge aus der Sammlung von Gunn befanden sich eine Zeit lang im Museum von Tring, diese sind jedoch verlorengegangen. Eier und subfossiles Material befinden sich in den Museen von Tring, Augsburg, Frankfurt am Main, Göteborg, Launceston, London und Nijmegen. Bei einem weiteren Exemplar, das im Frankfurter Senckenberg-Museum aufbewahrt wird, wurde vermutet, dass es sich ebenfalls um einen Tasmanischen Emu handelt. 1959 gab Joachim Steinbacher jedoch an, dass Tasmanien nur irrtümlich als Herkunftsort genannt worden war.